# 드래곤포니
드래곤포니(Dragon Pony)는 안테나에서 결성한 대한민국의 보이 밴드이다. 이 밴드는 안태규, 편성현, 권세혁, 고강훈 등 4명의 멤버로 구성되어 있다. 2024년 9월 26일에 EP Pop Up으로 데뷔했다. 밴드 이름은 멤버들의 띠가 용과 말의 해에 태어났다는 뜻을 의미한다.